# Emilio Aragón Álvarez
Emilio Tomás Aragón Álvarez, também conhecido como Milikito (La Habana, 16 de abril de 1959) é um ator, comediante, cineasta, compositor e apresentador de televisão espanhol. Nascido em Cuba, atualmente trabalha na rede de televisão La Sexta.